# Tillandsia chapeuensis
Tillandsia chapeuensis är en gräsväxtart som beskrevs av Werner Rauh. Tillandsia chapeuensis ingår i släktet Tillandsia och familjen Bromeliaceae. Inga underarter finns listade i Catalogue of Life.